# Louis de Chapt de La Corne, l'aîné
Ne pas confondre avec son frère du même nom, le chevalier Louis de La Corne.
 (septembre 2022).
 (septembre 2022).
- Si vous ne connaissez pas le sujet, laissez ce bandeau (vous pouvez alors contacter les auteurs).
- Si vous supprimez le contenu mis en cause (vous pouvez préalablement contacter les auteurs),

argumentez précisément cette suppression dans la page de discussion
(un manque de référence n'est pas un argument ; une recherche réelle de référence doit avoir été effectuée, être formellement documentée).
Louis de Chapt de La Corne (15 mai 1696 - 2 avril 1762) était un militaire de la Marine royale française et un seigneur de Terrebonne. Il a participé dans les guerres des Renards et il est à l'origine de l'augmentation de Lacorne, qui préfigurera la future municipalité de Sainte-Sophie.

## Identification

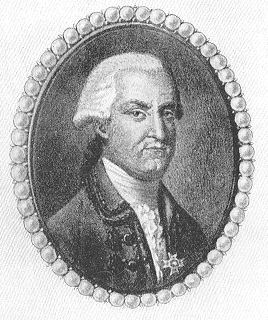
Son frère cadet, Louis de La Corne

Cette personne est difficile à identifier, car son frère cadet portait aussi le nom Louis, quoique cela aurait pu être Jean-Louis, Pierre, Louis-Luc ou Louis-François, mais on l'appelle aussi tout simplement le « chevalier de La Corne ». Quand les deux frères se font face dans des actes de notaire, le Louis dont il est question dans l'article est dit « l'aîné ». Les distinguer est d'autant plus difficile que les deux détenaient le grade de capitaine dans une compagnie de détachement de la marine en Canada, et les deux seront décorés de la médaille de chevalier de l'Ordre royal et militaire de Saint-Louis. Ainsi, pour les distinguer, voici quelques critères :
- Louis l'aîné est né en 1696 et le chevalier de La Corne son frère est né en 1703.
- L'aîné a eu son grade de capitaine quelques mois avant son achat de Terrebonne en 1744 tandis que le cadet l'a eu plus tard au cours de la même année.
- Le cadet a été décoré de la médaille de l'Ordre de Saint-Louis en 1749, tandis que l'aîné l'a été plus tard, en 1751.

## Famille
La famille La Corne est issue de la noblesse d'épée. Son origine connue remonterait au début du XVe siècle, en la personne de Barthélemy Corne ou Courne, seigneur de La Corne et de la Mothe-Chantereine (mort le 26 novembre 1448 à Riom). « La Corne » est donc le nom d'un fief qui se trouvait dans la province d'Auvergne, dans la paroisse de Randan. En 1559, Jacques de La Corne  épouse l'héritière du fief de Chaptes et devient ainsi le seigneur de Chaptes (dans la province d'Auvergne, dans la paroisse de Randan). Il s'agit aujourd'hui du hameau de Chaptes dans la commune de Beauregard-Vendon, département du Puy-de-Dôme. C'est ainsi que s'ajoute une seconde particule aux noms de la famille La Corne. Le logis seigneurial des La Corne existe toujours à Chaptes (on l'appelle le « château » de Chaptes) et se trouve au 10, route des Combrailles, mais depuis la fin du XVIIIe siècle, il n'est plus en possession de cette famille.
La famille de La Corne s'implante en Amérique en la personne de Jean-Louis de La Corne de Chaptes. Jean-Louis était l'aîné de sa fratrie et à l'instar de ses ancêtres, suivit une carrière militaire. Il perdit l'œil droit probablement lors du siège de Gérone, en Catalogne, lors de la guerre des Réunions (1683-1684). Il avait alors 18 ans. L'année suivante, en 1685, il obtient une commission de sous-lieutenant dans les Compagnies franches de la Marine royale française, et part pour la province royale de Canada, en Nouvelle-France. Il va participer à l'expédition punitive de 1687 du gouverneur de Denonville contre la Confédération iroquoise. Il décidera par la suite de poursuivre sa carrière militaire en Nouvelle-France et remportera de hauts faits d'armes. Le 11 juin 1695, il épousa Marie Pécaudy de Contrecœur, fille d'Antoine Pécaudy de Contrecœur, premier seigneur de Contrecœur. À la suite du décès dudit beau-père Antoine de Contrecœur en 1688, et de la veuve et seigneuresse Barbe Denys en 1694, la seigneurie de Contrecœur est partagée entre 4 héritiers. Par sa femme Marie Pécaudy de Contrecœur, Jean-Louis de La Corne deviendra seigneur de Lacorne, une seigneurie démembrée de l'ancienne Contrecœur. La seigneurie de Lacorne faisait 43 arpents de fronts par 2 lieues de profondeur, et on y trouvait une maison de Colombage, une grande de pieux, une étable de pièce sur pièce, une écurie et 80 arpents carrés de terre labourable. La seigneurie comprenait aussi l'île aux Oignons.
Jean-Louis de La Corne de Chaptes et Marie Pécaudy de Contrecœur auront douze enfants :
1. Louis dit l'aîné, sieur de Terrebonne (1696-1762)
2. Louise-Ursule (1697-1753), qui deviendra Ursuline
3. Marie-Madeleine (1700-1762), qui entrera dans la Congrégation de Notre-Dame de Montréal
4. Claire-Françoise (1701-1783), qui deviendra Ursuline
5. Louis-Luc, ou François, dit le « Chevalier de La Corne » (1703-1761), celui avec lequel Louis l'aîné est souvent confondu

Il se distinguera lors de la bataille de Grand-Pré (en Acadie (Nouvelle-France), guerre de Succession d'Autriche), puis lors de la guerre de la Conquête (y compris lors du siège de Québec. Un fort situé au bord de la rivière Saskatchewan a même été nommé d'après son frère, le Fort de La Corne, un poste de traite. Beaucoup plus tard, au XXe siècle, on va aussi nommer une municipalité et un lac d'après lui, à une époque où on nommait les nouvelles villes d'après des personnages historiques

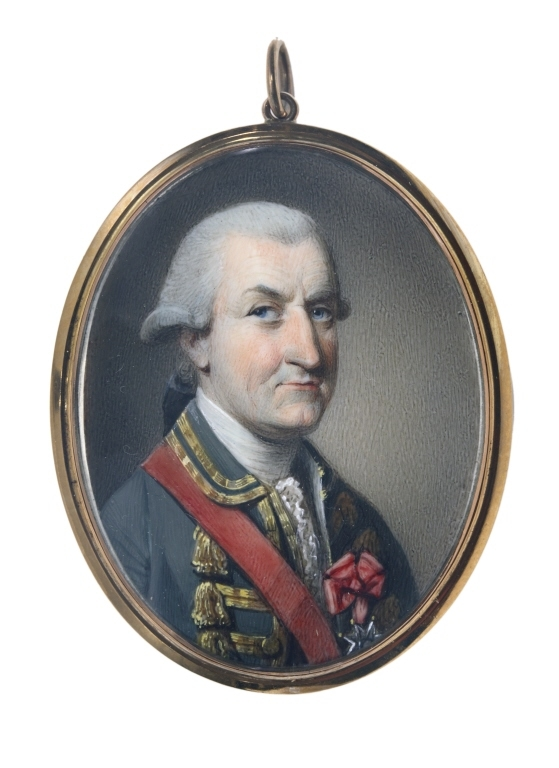
Un autre frère, Luc de La Corne

1. Un autre frère, Luc de La CornePierre-Antoine, sieur de la Colombière (1708-1780)
2. François-Josué, sieur du Breuil (1710-1753)
3. Luc, sieur de Saint-Luc (1711-1784)

Il se distinguera en tant que militaire et marchand de fourrure. Il faisait partie des personnalités les plus riches de la société canadienne d'après les Anglais. Il était reconnu pour sa grande diplomatie à l'égard des autochtones, tant pour les inciter à combattre à ses côtés que pour avoir de bonnes relations commerciales. On sait qu'il a incité les autochtones à la guerre contre les conquérants anglais, leur laissant croire qu'une flotte française était en route pour reconquérir le Canada. Il était également le plus grand propriétaire d'esclaves après le gouverneur Beauharnois. Il participa à la Guerre de la Conquête, puis fut soupçonné d'être du parti des rebelles américains lors de la Guerre d'indépendance des États-Unis, durant l'occupation de Montréal par les troupes de Richard Montgomery, avant de prendre le parti des Anglais lors de la Bataille de Saratoga. Il fut aussi l'aide de camp du gouverneur Frederick Haldimand, et un membre du Conseil législatif du Québec.
1. Joseph-Marie ou Jean-Marie (1714-1779), qui deviendra l'abbé de Méobecq et de l’Étoile
2. Jean-Louis (1714-1778), qui deviendra le père Maurice parmi les Récollets
3. Marie-Anne (1716-1796), qui deviendra Hospitalière.
4. Charles (1718-1718).

Par ailleurs, la noblesse de la famille La Corne ne fait pas de doute, car Jean-Louis de La Corne atteste sa noblesse auprès du Conseil supérieur le 27 avril 1722 en faisant examiner les titres de noblesse de son aïeul, le sieur de Chaptes, qui avaient été produits dans le cadre de la Grande enquête sur la noblesse :

« Veu au Conseil Supérieur la requeste présentée par Jean Louis de La Corne escuyer chevalier de l'ordre militaire de St-Louis capitaine d'une compagnie des troupes du détachement de la marine entretenue en ce pays et major desd. troupes par laquelle il expose que quoique ses ancestres eussent toujours resçu noblement et de tout temps jouy des titres et privilèges de noblesse dans la province d'Auvergne ou yls étaient establis néanmoins Jean Louis de La Corne Escuyer sieur de Chaptes ayeul du suppliant fut assigné le 27 juillet mil six cent soixante six à la requeste de Jean Dubois chargé par Sa Majesté de la recherche des usurpateurs du titre de noblesse, pour représenter ses titres de noblesse par devant de Fortia [Bernard de Fortia] intendant en la généralité de Riom et commissaire du party pour la vérification des titres de noblesse en la d. généralité par arrest du conseil d’Estat du Roy du 22 may de la d. année 1666, sur cette assignation, l’ayeul du supliant comparut devant le d. sieur Fortia le 9 aoust suivant et produisit tous ses titres de noblesse contenu en l’ynventaire dont copie est collationnée par le sieur Rollet secrétaire du Roy, le d. sieur de Fortia a rendu son ordonnance le 30 du d. mois d’aoust mil six cent soixante six, par laquelle il donne acte au d. sieur de La Corne de Chaptes ayeul du supliant de la représentation de ses titres de noblesse […] après les avoir veus examinés et communiqués au sieur François du Coudray procureur du d. Dubois la noblesse de l’ayeul du suppliant a été reconnue très certaine »

— ROY, Pierre-Georges. Lettres de noblesse, généalogies, érections de comtés et baronnies insinuées par le Conseil souverain de la Nouvelle-France, vol. 1, Archives de la province de Québec, Beauceville, L’Éclaireur éditeur, 1920, pp. 217-21, 246-247.

## Biographie

### Naissance et enfance
Louis l'aîné est né le 15 mai 1696 à Montréal, onze mois après le mariage de ses parents. Le 24 juin 1696, il fut baptisé. Son acte de baptême mentionne que :

« Le parrain a été le haut et puissant Seigneur Messire Louis de Buade de Frontenac Chevalier Comte de Palluau Coner du Roy en ses conseils Gouverneur et lieutenant général pour le Roy en Canada Acadie, Isle de Terreneuve, et autres pays de la France septentrionale et la marraine Dame Charlotte Denys épouze de M. de Ramezay gouverneur des Trois-Rivières. »

Donc, le parrain et la marraine était des notables considérables de la colonie.
Il y a fort à parier que l'enfance de Louis de La Corne l'aîné ne fut pas luxueuse. Comme son père Jean-Louis était dans les Compagnies franches, c'est-à-dire l'infanterie de la Marine, il ne touchait pas une solde comme les soldats, mais plutôt des « appointements » du Trésor royal. Il était payé annuellement et non pas mensuellement. En tant que lieutenant, il touchait 720 livres par année.
Bien que tout cela se soit produit après l'enfance de Louis de La Corne l'aîné, plusieurs indices permettent de croire que les La Corne n'étaient pas riches. En 1716 et en 1718, son père Jean-Louis a été « incapable de payer la dot de ses quatre filles qui entraient chez les religieuses et il dut se contenter d’assurer verbalement leurs droits à venir ». Le 11 octobre 1730, Jean-Louis écrivit au Ministre de la Marine, Jean-Frédéric Phélypeaux de Maurepas, pour solliciter des faveurs pour trois de ses garçons, ainsi que son aide pour acquitter « les dettes que j’ai été obligé de contracter pour soutenir ma dignité ». Le 14 octobre 1730, Gilles Hocquart écrivait à ce même ministre : « Beauharnois avait eu raison de distribuer de l’argent provenant des congés à Mesdames La Verrier et La Corne, femmes de lieutenants du roi pauvres […] [et qu’il fallait] continuer les mêmes secours à ces deux familles cette année, qui en ont un extrême besoin […] et dans un état si fâcheux en égard à leur place […]. » Gilles Hocquart se demandait même comment Jean-Louis de La Corne a pu élever autant d'enfants avec une fortune si médiocre. En 1732, Jean-Louis de La Corne mourra, et sa veuve, Marie de Contrecœur continuera d'avoir des difficultés financières. En 1732 et en 1733, elle avait de la difficulté à payer les fournitures de ses fils séminaristes, Joseph-Marie et Jean-Louis, et en 1734, elle devait encore 450 francs pour leurs frais de pensions.

### Carrière militaire
Louis de La Corne suivit le métier des armes dès l'âge de quinze ans. Il a d'abord servi en Canada durant huit ans en tant qu'enseigne, entre 1711 et 1720. À partir de 1720, il poursuivit sa carrière en France, dans le régiment royal de la marine. Le 5 mars 1720, il fut promu enseigne en second, puis enseigne  en pied le 22 mars 1732, et enfin lieutenant le 1er avril 1733. Il écrit à cette époque depuis Valenciennes (province de Hainaut, aujourd'hui dans la région du Nord-Pas-de-Calais) pour demander une lieutenance, en espérant commander une compagnie. Le 6 mai 1732, son père Jean-Louis de La Corne meurt. Louis a alors 36 ans.
La Corne revint par la suite en Canada. À l'époque, le roi de France avait ordonné d'exterminer le peuple amérindien des Renards (ils nuisaient au commerce), le seul ordre de ce genre de l'histoire de la Nouvelle-France, et c'était pratiquement chose faite à la suite des deux guerres des Renards (1712-1716, 1728-1733). Les Renards survivants s'étaient ensuite réfugiés chez les Sauks. En 1736, on retrouve La Corne à l'âge de 40 ans en Canada, et on apprend qu'il a servi en second dans « la dernière campagne de M. des Noyelles » de 1734, qui après une errance dans les bois, s'est terminée par des escarmouches contre le village des Sauks et des Renards de la rivière des Moines, le 19 avril 1735. Des Noyelles obtint ensuite la maigre assurance de la part des Sauks qu'ils laisseraient tomber les Renards et qu'ils iraient s’installer à la baie des Puants. L'expédition fut considérée comme un échec du côté de la Nouvelle-France.
Dans un document officiel, on dit de La Corne qu'« Il a de l'esprit ». Le 1er octobre 1739, une liste apostillée des officiers majors et subalternes servant dans la colonie dit que c'est un « bon officier, qui entend le service et est au fait des Sauvages. » La Corne commandait alors le Fort Caministigoyan au lac Alemipigon, dans les Pays d'en Haut.
Le 1er septembre 1740, La Corne épouse Élisabeth de Ramezay à Montréal. Elle est la 14e parmi les 16 enfants de Claude de Ramezay (gouverneur de Montréal) et de Marie-Charlotte Denys de La Ronde. Elle était co-seigneuresse des seigneuries de Ramezay (parmi quatre), de Monnoir (parmi quatre) et de Sorel (parmi trois). Leur acte de mariage mentionnait également « la dispense des parents au troisième degré et de la publication des trois bancs accordée le vingt et sixième jour du mois dernier par messire Louis Normant, vicaire général du dioscèse ».
Le 14 novembre 1742, le couple emménagea dans une maison sur la rue Saint-Paul (et Saint-Charles, près du château Vaudreuil). La maison faisait 45 pieds de long sur 94 pieds et demi de profondeur et comprenait « écurie, hangars, glacières, et autres aisances, dont quatre-vingt-quatre pieds et demy de jardin ». En moyenne, on y trouvait 3 esclaves panis. Le célèbre généalogiste Cyprien Tanguay, dans son À travers les registres, mentionne en particulier Marie et Joseph. Le 14 février 1749, madame Bégon écrira que La Corne (l'aîné) était de toutes les fêtes et de tous les bals.
Le 1er avril 1744, le gouverneur de Beauharnois le proposa pour une compagnie, et donc aussi pour le grade de capitaine, qu'il reçut peu après. Il a 48 ans.

À propos de sa carrière, l'historienne Marjolaine Saint-Pierre raconte : 

« En temps de guerre, Louis avait souvent mission d’inviter les nations des pays d’en haut à combattre auprès des Canadiens et des Français contre les Anglais de la Nouvelle-Angleterre. Il participait donc à l’organisation de nombreuses rencontres entre les tribus alliées et les dirigeants militaires de la Nouvelle-France pour connaître les dessins des Anglais et préparer la hache de guerre contre les établissements des colonies américaines. [...] Parallèlement à ses réussites militaires, Louis est connu pour le commerce des fourrures dans la région des Grands Lacs. Il a été commandant de poste à Michillimakinac [de 1745 à 1749] et à Carillon. Ses affaires étaient lucratives, puisqu’on chiffre ses revenus à Kaskarinet à 20 000 livres, à une époque où un travailleur moyen gagnait environ deux livres par jour. »

— SAINT-PIERRE, Marjolaine. Lacorne Saint-Luc, pp. 330-331.

### Acquisition de Terrebonne et guerre de Succession d'Autriche
C'est dans le contexte de la guerre de Succession d'Autriche (1744-1748 en Amérique) que Louis de La Corne acquiert Terrebonne en 1744. En effet, c'est le 15 mars 1744 que le roi Louis XV de France déclare la guerre à la Grande-Bretagne. Le 15 septembre 1744, Louis de La Corne rencontre Louis Lepage de Sainte-Claire ainsi que Jacques de Lafontaine (un des vassaux de Lepage). Ils décident sous quelles conditions se fait la passation de la seigneurie, et La Corne entre en possession de la seigneurie le jour-même.
| À l'Île Royale, les soldats suisses de Louisbourg se mutinent en 1744. |

Le 15 janvier 1745, Louis de La Corne et Louis Lepage se rencontrent à nouveau devant notaire pour produire un document officiel confirmant la décision qui a été prise. Louis Lepage semble très attaché à sa seigneurie, car il essaie vraiment de s'accrocher à tous les lambeaux qu'il peut en garder. Bien que sa maison seigneuriale ne lui appartienne plus, il est tout de même convenu que sa chambre lui sera réservée, ainsi que celle qui se trouve en-dessous. Il pourra aussi conserver son jardin, quant à son écurie et son étable, il se pourrait qu'elles soient détruites, pourvu qu'on les reconstruise pas trop loin de sa maison. Louis Lepage informe La Corne qu'il ne pourra pas lui céder son droit de patronage, car il l'a cédé à son frère Germain Lepage en 1726. Il établit aussi que le cens et les rentes lui apportent 1 300 livres par année. Quant à son blé, il l'évalue à 40 sous le minot. Quant aux d'Ailleboust, leur bail du moulin à scie, qui doit encore durer pour trois ans, sera respecté. La Corne paie pour le tout la somme de 60 000 livres. C'est juste assez pour payer les dettes de Lepage, qui s'élèvent à 55 268 livres, 7 sous et 5 deniers (Voir Dettes de Lepage). Lepage informe également La Corne qu'il ne pourra pas avoir le « droit de patronage » qui lui avait été offert car il l'a transmis à son frère (Voir Relation entre Louis Lepage et son frère Germain). La Corne octroie quand même à Lepage une consolation : il s'engage à lui verser une rente viagère annuelle de 1 000 livres, qu'il peut remplacer  par un paiement, en une seule fois, de 10 000 livres.
Le 18 janvier 1745, soit seulement trois jours après l'achat, La Corne emprunte une somme de 40 000 livres à son petit frère Louis, ce qui vaut les deux tiers du coût d'achat. C'est un prêt à court terme, alors il faut rembourser rapidement. Le 19 janvier 1745, voyant qu'il n'est pas encore remboursé, Louis le cadet fait une demande de remboursement devant huissier en présence de témoins.
Le 21 janvier 1745, le seigneur La Corne obtient de Germain Lepage, frère du seigneur précédent, qu'il renonce aux donations que lui avait faites Louis Lepage le 27 novembre 1732 concernant tout ce qui touche à la seigneurie, en accord avec le contrat de vente du 15 janvier 1745. Il s'agit de s'assurer que toutes les parties de Terrebonne sont bien à lui, sans qu'aucun autre puisse avoir des prétentions sur la seigneurie. De plus, Germain Lepage fait quittance à son frère Louis Lepage des 6 000 livres qu'il lui devait depuis 1731. Le 2 février 1745, le sieur La Corne l'aîné fait faire un arpentage de sa seigneurie par Germain Lepage, qui est aussi devenu arpenteur juré, ainsi que son collègue Jean Péladeau. Ils établissent la borne entre Terrebonne et la seigneurie des Mille-Îles.
Le 4 février 1745, le frère Louis le cadet fait de nouveau une demande de remboursement devant huissier et devant témoins. Le 6 février 1745, deux jours après, le frère cadet fait faire une saisie pour recouvrer la somme due. La saisie est d'ailleurs assez humiliante : non seulement des affiches et des panonceaux sont placés à Terrebonne, mais en plus, quatre criées sont faites sur le parvis de l'église de Terrebonne et sur celui de la basilique Notre-Dame de Montréal. Les criées ont lieu les dimanche 7 février 1745, 21 février 1745, 7 mars 1745 et 21 mars 1745.
Toutefois, Terrebonne ne sera pas mise aux enchères tout de suite. Le sieur de La Corne est encore en règlement de comptes avec Louis Lepage et Germain Lepage.
| Le 28 juin 1745, les Britanniques s'emparent de Louisbourg. |

Germain Lepage et Louis Lepage s'opposent à la vente aux enchères, car Germain Lepage affirme avoir des droits sur une terre de 6 arpents de front dans le domaine seigneurial de la Pointe-aux-Pins (17 arpents). Ils contestent la décision judiciaire, mais essuient d'abord un refus le 10 septembre 1745 par le lieutenant-général de la prévôté de Montréal. Ils font appel, ce qui les conduit au Conseil supérieur, qui décide d'arrêter la vente aux enchères tant que les parties n'auront pas trouvé un accord.
| En 1746, la France entame l'expédition du duc d'Anville afin de reconquérir l'Acadie, mais à cause de beaucoup de malchance, l'expédition est un échec. De chaque côté, on se fait la petite guerre en 1747 par autochtones interposés, et tant Boston que Québec se fortifient. En 1747 a lieu la bataille de Grand-Pré en Acadie, auquel le frère cadet de La Corne, le chevalier Louis de La Corne participe (celui qui a envoyé les huissiers à Terrebonne). C'est sa première opération militaire. Le commandant français est blessé presque dès le début des combats, et c'est ledit frère qui prend le commandement. Le 11 février 1747, la bataille se termine par une victoire française, et ce fait d'arme vaudra au frère Louis de La Corne (le cadet) la croix de Saint-Louis en mai 1749. |

Le 10 mars 1747, Louis Lepage de Sainte-Claire demande à ses créanciers d'accepter de lui substituer le seigneur de La Corne comme débiteur. Les créanciers sont ici : le sieur Desauniers (représentant les héritiers de Jean Crespin), M. Lanouiller (conseiller au Conseil supérieur), M. Paul Dazemard de Lusignan (qui représente les héritiers Bouat), Agathe Legardeur veuve de Bouat, les Ursulines de Québec. Lepage est le premier privilégié en l'hypothèque sur la seigneurie de Terrebonne car La Corne lui doit une rente. Le sieur Desauniers et la veuve Bouat sont absents. Les Ursulines déclarent de pas vouloir se départir de l'hypothèque sur Terrebonne tant qu'elles ne seront pas remboursées entièrement. M. de Lusignan,  en son nom et sans procuration des Bouat, déclare ne pas avoir été remboursé et s'en tient à l'hypothèque qu'il a sur Lepage. Le sieur Lanouiller déclare avoir été payé par La Corne, sauf qu'il reste à Lepage 190 livres à payer, soit deux années de rentes, laquelle rente avait été promise par Lepage depuis la vente de la seigneurie.
Le 13 mars 1747, le Conseil supérieur entend une demande d'appel dans laquelle sont impliqués le sieur Louis de La Corne et l'ex-seigneur Louis Lepage. Il s'agissait d'abord de faire appel de l'ordonnance du lieutenant-général de la juridiction de Montréal du 7 décembre 1746 et d'une sentence de la juridiction royale de Montréal du 7 janvier 1747. Il s'agissait ensuite d'une requête en opposition de Louis Lepage demandant que le Conseil ordonne que La Corne lui paie 60 000 livres en deniers ou quittances valables des créanciers (suivant en cela le contrat de vente de la seigneurie du 15 janvier 1745) et que La Corne lui verse une rente de 1 750 livres pour 1 an et 9 mois qui était due pour le 16 juin 1746. Le Conseil ordonna « qu'avant faire droit », Lepage devrait en premier lieu fournir  le compte des rentes seigneuriales et des revenus des moulins qu'il a perçus en 1744.
| Par la suite, le 15 juin 1747, Louis le cadet se fait donner le commandement d'un détachement, avec pour mission d'intercepter des guerriers iroquois. Louis le cadet envoie une troupe menée par Jacques Legardeur de Saint-Pierre pour surveiller le fleuve Saint-Laurent durant la nuit. Aux Cascades, la troupe tombe sur des Iroquois agniers (mohawks), tsonnontouans (senecas) et onneiouts (oneidas), accompagnés d'Anglais et d'Hollandais. Les Français les attaquent par surprise. Le chef Theyanoguin (des Agniers), parvient à s'échapper, mais Karaghtadie (des Agniers aussi) demeure prisonnier des Français avec d'autres guerriers. Par la suite, le frère La Corne accourt rejoindre ses subordonnés. |

Le 1er octobre 1747, La Corne, maintenant âgé de 51 ans, demanda la croix de Saint-Louis pour les services qu'il a rendus au cours de sa carrière, et aussi peut-être pour la pension qui venait avec cette décoration :

« Pardonné moy Monseigneur si jose prendre la liberté de vous faire ce détaille, jespère que votre grandeur voudra bien avoir égard à mes services et me faire avoir la croix de St Louis. La fasson don je me suis acquité de mon devoir dans toutes occasions me fait espérer cette grace. Depuis la guerre jay toujours été employé ainsi que tous mes freres qui ont eu part dans toutes les affaires
de distinction, don messieurs nos généraux on l’honneur de vous informer depuis 1709. Je sert le Roy et voilà vingt-six ans que je
suis officier tant Lieutnt que Capne tant en France quau Canada. Toutes ces raisons me font esperer Monseigneur que vous voudré bien monorer de votre protection pour avoir cette grace […] »

— Lettre de Louis de La Corne l'aîné au ministre de Beauharnois
| En 1748, le cessez-le-feu européen atteint l'Amérique, mais ne s'applique pas aux Abénaquis. Finalement, la guerre se termine avec le traité d'Aix-la-Chapelle et on revient au statu quo ante bellum. La guerre n'aura donc pas permis de changer la situation en Amérique. |

Le 2 novembre 1748, La Corne l'aîné participa à une assemblée tenue au château Saint-Louis, aux côtés du gouverneur
de La Galissonière et des principaux officiers tels que les Rigaud de Vaudreuil, Bigot, Varin, Chaussegros de Léry, Bécard de Fonville,
Liénard de Beaujeu, d’Ailleboust, de Joncaire et Le Cavelier. Il s'agissait de discuter des rapports entre les Iroquois et les Anglais. Sa présence tenait probablement au fait qu'il maîtrisait l'une des langues iroquoises.
En ce qui concerne la saisie de Terrebonne, les démarches judiciaires vont encore traîner pour quelques années.

### La Corne résout des problèmes à propos de Terrebonne
Le seigneur précédent, Louis Lepage, a toujours des problèmes avec ses dettes. La Corne, qui a lui-même des problèmes à rembourser la dette contractée auprès de son frère, conteste le paiement de deux de celles de Lepage : la dette de 10 000 livres aux héritiers de François-Marie Bouat ainsi que celle de 4 000 livres due aux Ursulines de Québec. Le problème est d'autant plus épineux que Lepage est harcelé par les Bouat, même qu'il s'était fait condamner par le Conseil supérieur à payer les 10 000 livres dans un jugement en date du 25 janvier 1745.
Étant donné tous ces problèmes, La Corne tente de s'assurer de ses revenus seigneuriaux. Il demande à l'intendant Hocquart de pouvoir forcer ses censitaires à exhiber leurs titres (qui leur donnent le droit d'habiter et de travailler une parcelle de terre du seigneur). S'ils ne le peuvent pas, le seigneur peut alors réunir les terres à son domaine. L'intendant le lui permet le 20 juillet 1745.
D'après le contrat de vente de la seigneurie entre Lepage et La Corne, Lepage pouvait continuer d'habiter sa maison seigneuriale, même si elle ne lui appartenait plus. Or, La Corne commença à contester ce droit. Aussi, La Corne devait payer une rente viagère à Lepage, ce qu'il ne faisait pas. Le curé Lepage se rend à Montréal pour rencontrer Jean-Baptiste Decoste, huissier-audiencier de la prévôté de Montréal, afin de faire valoir ses droits. Le 16 janvier 1747, l'huissier se rend chez La Corne pour exiger le paiement des 60 000 livres dues à Lepage, ainsi que des rentes impayées depuis deux ans. Il le somme aussi de fournir à Lepage le logis promis, ou bien à lui en construire un équivalent dans le bourg de Terrebonne.
Lepage devait, quant à lui, produire l'état des rentes seigneuriales et des revenus des moulins perçus en 1744, ce qui n'est toujours pas fait. Ce n'est peut-être pas par hasard que le Conseil supérieur somme Lepage le 13 mars 1747 de produire ce document ; La Corne a peut-être voulu rappeler à 
Lepage que lui aussi pouvait le mettre devant ses obligations.
On ne sait pas comment cette dispute s'est terminée, mais il est possible que La Corne et Louis Lepage aient trouvé une solution à l'amiable, car il semble que Lepage se soit fait construire un nouveau presbytère en 1747. Ce presbytère va survivre jusqu'en 1913, année au cours de laquelle il sera détruit pour permettre l'agrandissement du Collège Saint-Louis (1887-1922).
À Terrebonne, le Père Hyacinthe Perrault, desservant de Louis Lepage, a un problème avec la vente d'alcool. Les paroissiens vendent des boissons et en donnent à boire chez eux, particulièrement les dimanches et les jours de fête, et « il s'ensuit un désordre qui détourne du service divin ou même qui le trouble, causant du scandale, occasionnant des blasphèmes et des coups, comme cela est arrivé le dimanche précédent à la porte de l'église pendant les vêpres. [donc dimanche le 18 février 1748 entre 17h et 19h.] » Le prêtre demande donc à l'intendant Hocquart d'intervenir. Le 21 février 1748, il fait défense expresse à toute personne de Terrebonne, même à ceux qui ont des permissions, de vendre des boissons les jours de dimanche et fêtes, non seulement à boire chez eux mais aussi à emporter, excepté pour le soin des malades, et ce à peine d'une amende de 50 livres. Il défend aussi à tous de vendre des boissons sans une permission de lui ou de son subdélégué à Montréal. Cette ordonnance va contrarier les marchands de Terrebonne. Jean-Baptiste Taillon (officier de milice de la Côte de Terrebonne), Michel Laforce, Jean-Baptiste Créqui et Charles Biron vont ainsi demander à l'intendant de changer son ordonnance, qu'ils trouvent trop restrictive. Ils vendent en effet des marchandises et des boissons avec les habitants de Terrebonne et des côtes avoisinantes, et l'ordonnance leur interdit de vendre quelqu'alcool que ce soit, peu importe la quantité ou la manière, et ils trouvent que c'est contraire à la liberté du commerce dans la colonie et à la commodité des habitants, en plus du fait qu'ils ont des bouches à nourrir. Ils veulent bien que les habitants ne soient pas autorisés à vendre de l'alcool sans permission et ils veulent bien ne pas en vendre les dimanches et les jours de fête, si l'intendant veut bien rendre son ordonnance moins sévère. L'intendant accepte, et permet le 6 mars 1748 aux dits marchands de débiter des boissons à emporter, pourvu qu'elles ne soient vendues qu'en quantité de 4 pots, et pas moins. Il étend par ailleurs sa nouvelle ordonnance à toutes les paroisses du gouvernement de Montréal.
Le 15 juin 1749, Lepage demanda une répartition (un impôt religieux par lequel on répartit une somme à payer par les paroissiens au pro rata de la valeur de leurs concessions) de 78 livres et 17 sous pour en régler le paiement.
Louis Lepage avait concédé des fiefs dans l'augmentation des Plaines à diverses personnes, mais ses vassaux ont négligé de venir défricher leurs terres et d'y installer des habitants. Déjà, le fief de Pierre Raimbault avait été réuni au domaine car il était mort en 1740. Mais maintenant, La Corne souhaitait régulariser la situation de ses autres vassaux, qui possédaient leurs fiefs depuis plus de quinze ans sans jamais y avoir mis les pieds. C'est pourquoi il adressa une requête à l'intendant Bigot pour qu'il réunisse à son domaine les fiefs des enfants de Germain Lepage, celui du grand-voyer Jean-Eustache Lanouiller de Boisclerc et celui de Jacques de Lafontaine. Germain Lepage déclare le 5 mars 1749 que ses enfants mineurs ne tiennent pas feu et lieu sur leur fief, qu'ils ne sont pas en état de défrayer le coût pour venir y bâtir des établissements, et qu'il ne s'objecte pas à ce que La Corne reprenne le fief.  Le grand-voyer Jean-Eustache Lanouiller de Boisclerc ne souhaitant pas venir défricher ses terres, il a déjà remis son titre de concession et appuie la démarche de La Corne. Le vassal Jacques de Lafontaine n'avait lui non plus guère l'intention de venir habiter ses terres et il a promis de rendre son titre de concession.
Le 25 janvier 1725, Louis Lepage avait concédé à son frère Germain Lepage des îles près de l'île des Moulins. Le 27 janvier 1725, Louis avait procuré à son frère Germain une terre de 6 arpents de front par 2 lieues sur le « grand chemin » près du bourg de Terrebonne, et il pouvait habiter le grand domaine de la « Pointe-aux-Pins » dans Terrebonne proprement dite. Le Corne ne pouvait donc pas jouir de ses propriétés tranquille, car Germain Lepage s'était vu octroyer par son frère toutes sortes de privilèges. Au lieu d'entamer un autre procès long et coûteux, Le Corne consulta le notaire Danré de Blanzy, qui suggéra quelques pistes de solution.
Le 15 mars 1749, La Corne rencontre Louis Lepage et Germain Lepage chez le notaire Danré de Blanzy afin de parvenir à un accord à l'amiable avec eux, de sorte à mettre fin au procès qui était mu entre eux, et qui était pendant au Conseil supérieur de Québec.
Le 20 mars 1749, Bigot rendit jugement à propos des trois fiefs revendiqués par La Corne : ils seraient réunis au domaine seigneurial. En ce qui concerne le fief du docteur Thimoty O'Sullivan, naturalisé Thimotée Sylvain, Bigot lui donne un délai de 6 mois pour venir habiter et défricher son fief.
Le 6 mai 1749, l'accord entre le sieur de La Corne et Germain Lepage est approuvé et signé devant notaires. Le même jour, La Corne en profite pour rembourser des dettes qu'il devait à Louis Lepage : il lui devait 5 800 livres, il en a remboursé 2 438, et il reste 3 361 livres 19 sols à payer.
Maintenant que tout est en ordre avec Louis et Germain Lepage, La Corne peut enfin régler son litige avec son petit-frère Louis de La Corne, qui avait tenté de saisir la seigneurie puisqu'il n'avait pas remboursé la dette qu'il avait contractée auprès de lui au moment de l'acheter. Le 6 juin 1749, la seigneurie de Terrebonne est vendue aux enchères au prix de 50 000 livres. L'offre finale, faite par le seigneur La Corne est de 51 000 livres, et ainsi, il acquiert enfin un titre de concession incontestable ; il a racheté sa seigneurie.
Le 11 juillet 1749, Louis Lepage transmet à son frère Germain son droit de patronage.
Pour revenir au fief du docteur Thimoty Sullivan, le capitaine de milice de Terrebonne, Pierre Laforce, a même pris la peine d'afficher l'ordonnance de l'intendant le 8 juin 1749, sans que le vassal n'y fasse quoi que ce soit. C'est pourquoi il est lui aussi déchu de son fief, qui est rendu au seigneur de La Corne le 22 janvier 1750. À la suite de ces ordonnances, le seul fief qui demeurera dans l'augmentation des Plaines sera le fief Sainte-Claire, appartenant à Germain Lepage, conformément à l'entente qu'il a eue avec lui.
Le 29 janvier 1750, La Corne se rend à Québec pour prêter foi et hommage devant l'intendant. Bien qu'en principe, d'après la Coutume de Paris, il devrait produire son aveu et dénombrement dans les quarante jours, l'intendant Bigot l'en dispense.
Le 9 septembre 1750, La Corne échange un terrain avec le prêtre desservant, Hyacinthe Perreault (qui assistait le curé Louis Lepage). Perreault échange un terrain que le sieur Lepage avait donné vers 1735 au « curé de la paroisse » à perpétuité, pour qu'il serve à la Fabrique. En échange, La Corne lui donne à titre de fief « un terrain  scis et scitué au dit terbonne tenant par devant à la rivière Jésus, par derrière en profondeur en ligne de terrain du presbitaire et simetière de terbonne, du costé du nord ouest à Joseph Charles dit Clément dautre costé au sud ouest au terrain dudit presbitaire ». Il est à charge d'un écu d'or, valant 6 livres. L'abbé Perreault prête sur le champ foi et hommage à son nouveau suzerain.
Le 27 juillet 1749, La Corne fait ratifier l'accord fait en 1713 entre le Séminaire de Québec et Dupré au sujet des îles de la rivière des Mille Îles par messire Christophe Delalanne, supérieur du Séminaire. Peut-être que La Corne craignait qu'il puisse encore être contesté. Quoi qu'il en soit, le 5 octobre 1750, La Corne fait une transaction avec le Séminaire de Québec, toujours en ce qui concerne la propriété et la disposition des îles entre l’Île Jésus et Terrebonne.
Le 8 mars 1751, La Corne acheta un terrain à Paul-Alexandre d'Ailleboust de Cuisy et sa femme Thérèse de Vivier. Il se trouvait dans le village de Terrebonne, à l'endroit de l'actuel Parc Masson devant le Collège Saint-Sacrement près de l'écluse des moulins. C'est là que serait construit son logis seigneurial à Terrebonne, au lieu d'utiliser le presbytère.
Le 1er avril 1751, La Corne est enfin décoré de la croix de chevalier de Saint-Louis, d’après les lettres d’instructions de M. de La Jonquière. Cela lui confère également une pension.
L'historien Lionel Groulx estimait que Terrebonne rapportait à La Corne « bon an mal an un revenu de 12 000 livres sur ces terres. » Il tenait cela du journal de Louis Franquet (que nous allons lire à l'instant), qui parlait plutôt de francs (unité de règlement) et non de livres (unité de compte).

### Visite de l'ingénieur militaire Louis Franquet à Terrebonne en 1753
Le 7 mars 1753, jour du mercredi des Cendres, le chevalier Louis de La Corne, le frère cadet, invite l'ingénieur militaire Louis Franquet (qui est en visite à Montréal et qui s'apprête à partir à Trois-Rivières) à venir à la seigneurie de Terrebonne pour y dîner avec son frère. Le lendemain, le jeudi 8 mars 1753 :

« La carriole attelée et M. Rigaud rendu à l'intendance, nous nous mîmes en marche en suivant M. de la Corne et Marin qui nous conduisaient ; sorti par la porte de St. Laurent, traversés le faux bourg de ce nom, ensuitte une plaine, plus loing un bois clair, au delà une campagne, et arrivés sur les bords de la rivière des prairies vis-à-vis l'église de St. Vincent de Paul, situé en l'isle Jésus.
Na. — On estime la traversée de l'île de Montréal trois lieues à trois lieues et demie ; les chemins y sont beaux, et les terres propres à toutes sortes de productions. On y voit quantité  d'habitations çà et là, dépendantes des paroisses voisines.
Descendus la ditte rivière sur la glace pendant au moins une demi-lieue en cotoyant toujours les bords de l'isle Jésus, montés ensuitte les terres à l'endroit d'une habitation du nom de la Belle, traversés ensuitte la dite isle, parvenus sur les bords de la rivière de son nom qui la sépare d'avec la grande terre, obligés de remonter sa rive droite un quart de lieue pour trouver un endroit propre à y descendre, fait sa traversée sur la glace, et arrivés à l'habitation de Mr. de la Corne ; il nous y attendait avec un bon diner et les façons du monde les plus aimables et les plus prévenantes ; après le repas, raisonné sur la seigneurie, visité un moulin à farine et trois tournants qu'il y a fait construire et deux autres à scie. Cet établissement a dû coûter beaucoup ; aussi augmente-t-il considérablement le revenu de la terre. On le fait monter en totalité, bon an ou mal an à 12000 frcs.
Na. — Cette seigneurie est extrêmement étendue. ; les terres y sont bonnes, le pays y est plat : de là pour aller au village du lac des Deux Montagnes, il n'y a qu'à suivre les bords de la grande terre ; on estime sept lieues d'un endroit à un autre : et la traversée de l'isle Jésus une lieue, y compris le passage de la rivière de ce nom, partant, de Montréal et Terrebonne entre quatre lieues et demie à cinq lieues.
Après avoir discourus sur le pays qui est un des meilleurs de la colonie avec M. son frère, nous proposâmes d'aller coucher à la Chesnaye, seigneurie avec église située à une lieue ½ au-dessous ; fait le chemin totalement sur la rivière ; descendus chez Mde. Lamothe, marchande, y reçus au mieux, bien à souper et encore mieux à coucher, y servi proprement ; passés la nuit fort à notre aise, dans des lits propres de façon à la duchesse, et montés en voitures le lendemain entre 6 et 7 heures du matin. »

— Louis Franquet, Voyages et mémoires sur le Canada

### Concession de l'augmentation de Lacorne
Seulement un mois après la visite de Louis Franquet, le 12 avril 1753, La Corne demande et obtient le droit de poursuivre les défrichements deux lieues au nord de ses possessions actuelles :

« [La Corne] représente que :
1. Il a acquis en 1744 du Sieur Lepage de Ste-Claire les seigneuries de Terrebonne et des Plaines ;
2. que depuis il a fait des établissements considérables en moulins à farine et à scie, et a concédé toutes les terres ;
3. que pour entretenir ces établissements et en faire de nouveaux, il lui serait nécessaire de posséder deux lieues de plus au bout de la profondeur du fief des Plaines ;
4. qu'il lui serait préjudiciable si quelque autre possédait ce terrain.

C'est pourquoi il demande ces duex [sic] lieues de profondeur, avec droit de faire tels moulins ou autres ouvrages qu'il jugera à propos.
En attendant les ordres de Sa majesté, vu le titre de concession du 23 décembre 1673 et le brevet royal du 10 avril 1731, les soussignés permettent au Sieur de La Corne de "continuer le défrichement et établissements dans la profondeur de deux lieues audelà des dits fiefs de Terrebonne et des Plaines et d'en tirer tous les bois qui luy seront nécessaires." Ils défendent à toutes personnes de le troubler ou inquiéter, jusqu'à ce qu'il en soit ordonné par Sa Majesté. »

— Gouverneur Duquesne et intendant Bigot, Registre d'intendance, cahier 10, folio 13
Toutefois, cette permission n'est que temporaire. En revanche, cette concession est ratifiée par un arrêt du Conseil supérieur le 26 juin 1758. Plus tard, ce nouveau territoire sera connu comme étant l'augmentation de Lacorne. Cela préfigure les futures municipalités de Lacorne et de New Glasgow. Lacorne va rapidement devenir Sainte-Sophie, en l'honneur de la seigneuresse Genevière-Sophie Raymond Masson, dernière personne en date à avoir une autorité légale sur la seigneurie de Terrebonne. New Glasgow, quant à elle, est désormais fusionnée à Sainte-Sophie.

### Clarification de la frontière entre Terrebonne et Lachenaie

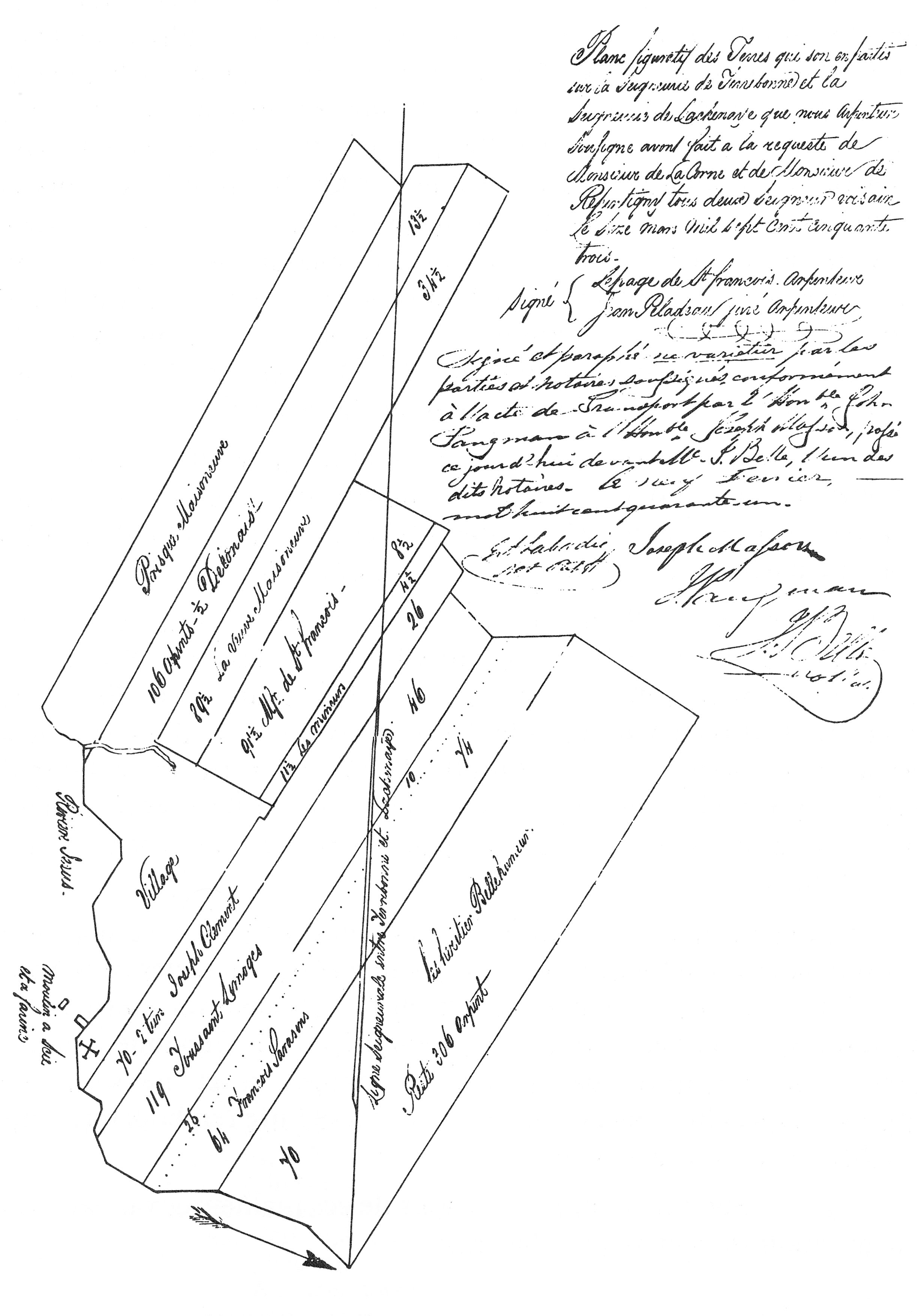
Censives de Terrebonne qui empiètent sur Lachenaie

Le 2 mai 1750, les sept héritiers Le Gardeur se sont partagé la seigneurie de Lachenaie en deux parties égales de 140 arpents de front, soit la seigneurie de Lachenaie et la seigneurie de L'Assomption (à cause de la rivière L'Assomption). Le 13 avril 1753, Marie-Catherine Le Gardeur de Repentigny vend pour ses frères Daniel et François leurs parts de la seigneurie de Lachenaie (de 140 arpents de front) à son neveu Pierre Le Gardeur de Repentigny (Pierre-Jean-Baptiste-François-Xavier). Par la suite, Pierre aurait partagé ses terres avec son frère Louis Le Gardeur de Repentigny, à qui reviendrait désormais une partie de Lachenaie contiguë avec Terrebonne.
À ce moment, Louis Le Gardeur constate qu'il y a un problème : les terres agricoles autour du village de Terrebonne débordent dans la seigneurie de Lachenaie, dans la partie que possède Louis Le Gardeur de Repentigny. Il faut donc décider d'une juste compensation pour cet accroc.
C'est pourquoi La Corne et Louis Le Gardeur ont fait appel à l'arpenteur Jean Péladeau. Le 16 mars 1753, il dessine un plan de l'endroit qui pose problème. On y voit que ce sont les terres des héritiers Bellehumeur, de François Sarazin, Toussaint Limoges, Joseph Clément, de Germain Lepage et ses enfants mineurs, la veuve Maisonneuve, et d'un nommé Delonais qui empiètent dans Lachenaie.
Le 27 avril 1753, Jean Péladeau rédige son procès-verbal.
Le 30 avril 1753, les deux parties se rencontrent en avant-midi devant les notaires Adhémar et Bouron, pour régler la question. On décide d'établir une ligne de séparation au milieu de la terre de François Sarazin, depuis le bord de la rivière Jésus jusqu'au bout de 40 arpents, laquelle n'a rien à voir avec la grande ligne seigneuriale (la frontière officielle d'après les titres de concession). Dorénavant, les seigneurs percevront pour eux-mêmes les rentes et les droits de lods et ventes de ces terres de chaque côté de cette ligne de séparation. Étant donné que La Corne a déjà perçu depuis 1745 des rentes et des droits de lods et ventes pour les terres qui empiétaient dans Lachenaie, il faudra qu'il les rembourse au seigneur Louis Le Gardeur de Repentigny. Lorsque le seigneur La Corne mourra en 1762, ces arrérages (les rentes qui sont dues) seront transportés à sa femme Élisabeth à compter du 1er juillet 1764, et elle les acquittera le 21 novembre 1764, en remettant une somme de 56 livres entre les mains de L. Normandin.

### Guerre de la Conquête
| Vers 1754, la tension monte dans la vallée de l'Ohio, dans la zone de la fourche de la rivière Ohio. En effet, c'est un endroit hautement stratégique, par lequel les Français peuvent rejoindre le fleuve Mississippi afin de descendre en Louisiane. Toutefois, les Anglais de la province de Virginie et les Iroquois revendiquent ce territoire. Le 28 mai 1754, le jeune lieutenant-colonel George Washington tire sur le détachement de Joseph Coulon de Villiers de Jumonville alors qu'il vient à titre d'émissaire (bataille de Jumonville Glen), ce qui cause un scandale (l'affaire Jumonville) et précipite l'entrée en guerre. Le frère de Jumonville, Louis Coulon de Villiers organise une expédition punitive et parvient à vaincre les Anglais et détruire le fort Necessity le 3 juillet 1754, lors de la bataille de Fort Necessity. Les escarmouches se multiplient dans la vallée de l'Ohio, et la France envoie des navires en renfort, mais ils sont interceptés par les Anglais. Enfin, en Acadie conquise (Nouvelle-Écosse) survient la Déportation des Acadiens, qu'on peut considérer comme une véritable politique de nettoyage ethnique de la part du Royaume de Grande-Bretagne. Le 18 mai 1756, la Grande-Bretagne déclare la guerre à la France. |

La France envoie le général de Montcalm en Nouvelle-France. L'historienne Marjolaine Saint-Pierre précise que Louis de La Corne aurait été l'aide de camp du général de Montcalm, mais ne précise pas à partir de quand, ni durant quelles batailles. Montcalm réalise que sa première tâche est de maintenir les communications entre le Canada et la vallée de l'Ohio, or, celles-ci sont menacées par la présence du fort britannique d'Oswego (Chouaguen). Le 14 août 1756, Montcalm assiège ce fort et vainc les Anglais lors de la bataille de Fort Oswego. Ce fait d'armes fait un grand bruit dans toute la colonie, et les gens de Terrebonne se massèrent pour assister à une grand-messe dans l'église paroissiale le 7 novembre 1756 afin de célébrer la victoire française. À compter d'octobre, les soldats de l'armée régulière vont loger chez l'habitant, et les Canadiens pourront renter à la maison juste à temps pour les récoltes.
En attendant que les forces anglaises s'organisent, il faut assurer le ravitaillement de l'armée et de la colonie en général. En effet, le Canada éprouve des difficultés d'approvisionnement.  Le 13 novembre 1756, l'officier Louis Antoine de Bougainville écrit : « La récolte a été mauvaise et, dès à présent, on est obligé de mêler de l'avoine avec de la farine dans le pain. » Le 13 novembre 1756, il ajoute qu'on mêle du pois à la place, car l'avoine ne donne que du son, et pas de farine. Il faut aussi compter les malversations de l'intendant Bigot et de ses associés, qui rend le ravitaillement d'autant plus difficile qu'il émet des ordonnances absurdes  donnant des monopoles à ses amis, compliquant un peu plus la distribution des denrées. C'est dans ce contexte que l'intendant Bigot dépêche à Terrebonne Joseph-Michel Cadet, le munitionnaire général des armées françaises, pour rendre compte de l'activité des moulins. En décembre 1756, Cadet loue les moulins de Terrebonne et passe des marchés de livraisons de vivre avec plusieurs marchands de la région, dont Charles Mathieu de Lachenaie. Au début de 1757, il engage Jacques Perra, un marchand de Montréal, à titre de commis principal pour la gestion des moulins et des entrepôts de Terrebonne. Le nom de ce personnage est associé à l'une des attractions historiques de Terrebonne, la maison Perra-Bélisle. Nous en reparlerons un peu plus tard. À Terrebonne, une cinquantaine de personnes étaient alors chargées d'assurer le ravitaillement, de l'arrivée des denrées dans les entrepôts jusqu'à leur sortie, au moment d'aller les distribuer. Ils étaient regroupés en six métiers : journaliers, bûcherons, tonneliers, charrons, selliers et forgerons. Les employés étaient logés, nourris, blanchis et recevaient un salaire dont le montant dépendait du métier (et qui connut une augmentation de 248 % entre 1757 et 1759). L'historien Claude Blouin raconte : « De Terrebonne, les vivres étaient acheminés par charrettes et par bateaux vers Montréal, et, de là, vers Sorel et les forts de la vallée du Richelieu et du lac Champlain jusqu'au fort Saint-Frédéric, ou vers Lachine et les forts des Grands Lacs et de la valéée [sic] de l'Ohio. Plus de 900 hommes furent affectés à l'ensemble de ces opérations d'envergure, dont 650 canotiers et 250 charretiers. » En juin 1757, le seigneur La Corne forme une société avec le commis Jacques Perra. La Corne va tirer quelques bénéfices de la location de ses moulins, mais il est malheureusement impossible de savoir à quel point. Malgré ces efforts, Bougainville écrit en juin 1757 : « On meurt de faim à Québec. Tout le monde y est à la ration pour le pain. »
| À partir du 29 juillet 1957, Montcalm lance l'assaut contre le fort anglais de William Henry avec ses alliés autochtones hurons et outaouais. Le 3 août 1757 survient la bataille de Fort William Henry, qui se solde par une victoire française. Toutefois, Montcalm avait promis aux Amérindiens qu'ils pourraient disposer du fort comme ils l'entendaient, et voilà que les actes de capitulation faisaient en sorte que les Français se réservaient le précieux matériel militaire et les Anglais, leurs effets personnels, ne laissant rien pour les autochtones, en particulier aucuns trophées de guerre significatifs, comme des scalps. C'est ainsi qu'ils massacreront les prisonniers anglais sans que les Français y puissent quoi que ce soit. Cet incident va tellement outrer les colonies britanniques que l'état-major anglais va décider de ne plus accorder les honneurs de la guerre à la France à l'avenir. Cet événement sera aussi à la base du livre et du film Le Dernier des Mohicans. |

Le 30 octobre 1757, La Corne demandait sa retraite avec appointements, ainsi que sa pension de chevalier de l'Ordre royal et militaire de Saint-Louis. Il se retirerait trois mois plus tard.
| Le 15 mai 1758, Bougainville dit que dans les campagnes, plusieurs doivent « vivre d'herbe ». En juin 1758, Montcalm se rend au fort Carillon car il anticipe une attaque de ce côté, et le 8 juillet 1758, il vainc une armée anglaise quatre fois plus nombreuse lors de la bataille de Fort Carillon, ce qui est d'autant plus impressionnant que cette fois, les Français durent se débrouiller seuls sans l'aide des autochtones. Un des drapeaux utilisés lors de cette bataille est d'ailleurs à l'origine du drapeau du Québec. Le 26 juillet 1758, Louisbourg capitule à la suite d'un siège. Durant l'automne de 1758, la situation est critique, et Vaudreuil envoie André Doreil et Bougainville à Versailles pour demander des renforts. Une fois arrivés, le ministre de la Marine Nicolas-René Berryer dit à Bougainville « qu'on ne cherchait point à sauver les écuries quand le feu était à la maison », et c'est ainsi qu'ils n'obtiennent que 400 hommes et quelques munitions. |

En janvier 1759, la colonie meurt de faim, et plus de 400 femmes manifestent devant le palais de l'intendant. Le 12 janvier 1760, le seigneur La Corne concède au commis Jacques Perra, qui gérait les moulins et les entrepôts de Terrebonne, un terrain dans le village. L'été suivant, il fera construire une maison à cet endroit, l'actuelle maison Perra-Bélisle (au 844, rue Saint-François-Xavier), qui est maintenant une des attractions touristiques de la ville.
| Le 16 février 1759, la flotte de Wolfe part d'Angleterre. Elle arrive à Halifax le 30 avril 1759. Ensuite, elle remonte le fleuve Saint-Laurent, ce qui n'est pas sans danger. Le 10 mai 1759, Bougainville revient de France avec la nouvelle et les maigres renforts. La joie est générale, car ils reviennent avec des munitions et des vivres. Le 27 juin 1759, les Britanniques arrivent à l'île d'Orléans, après avoir essuyé une attaque amérindienne. Le 28 juin 1759, les Français tentent d'incendier la flotte anglaise avec des brûlots, en vain. À partir du 12 juillet 1759, Québec sera bombardée sans relâche à tous les jours, et ce pendant deux mois. Le 6 août 1759, Wolfe demande à Monckton d'incendier tout sur son passage, de Beaumont jusqu'à la rivière Chaudière. |

Pendant que Québec est bombardée, Nicolas Renaud d'Avesne écrit le 7 septembre 1759 dans son journal militaire : « on fit partir 200 hommes du gouvernement de Québec pour aller faire la récolte à Berthier et à Terrebonne suivant l'ordre qu'en avait envoyé Mr le Cher de Lévis. Il partit aussi beaucoup de canadiens du gouvernement de Montréal pour le même objet; depuis dix à douze jours il en a défilé beaucoup avec permission de Mr. de Bourlamaque. »
| Quelques jours plus tard, Wolfe parvient à faire grimper son armée à l'anse au Foulon, jusqu'aux Plaines d'Abraham, et le 13 septembre 1759 survient la très célèbre bataille des plaines d'Abraham, qui devient légendaire notamment du fait que les deux généraux, Wolfe et Montcalm, y perdent la vie. Le 18 septembre 1759, Québec se rend sans combat, elle qui est devenue trop difficile à défendre. Le chevalier de Lévis en dira plus tard : « Il est inouï que l'on rende une place sans qu'elle soit attaquée ni investie. » La guerre n'est pas finie, et l'armée française se replie vers Montréal. |

En novembre 1759, on détache certains régiments français à Montréal et ses environs. C'est ainsi que le régiment de Berry est mis en quartiers entre Terrebonne et Berthier. Il se pourrait même que c'eut été les mêmes hommes qui était allés faire les récoltes en septembre.
| Au début du mois de décembre 1759, le nouveau commandant des forces françaises qui succède à Montcalm, le chevalier de Lévis, prépare la reconquête de Québec. Il fait rassembler des vivres, puis lance l'assaut avec les soldats, les miliciens et les Amérindiens. Le 28 avril 1760, vers sept heures, l'armée anglaise, qui avait été avertie de l'arrivée de Lévis, déploie à nouveau son armée et son artillerie sur les Plaines d'Abraham. Survient alors la bataille de Sainte-Foy, laquelle tourne à l'avantage de la France, et les Anglais se replient dans Québec. Il s'ensuit un siège français de la ville, et Lévis bombarde la ville avec les canons anglais. Malheureusement, le 15 mai 1760, deux navires anglais se présentent à Québec, le HMS Vanguard et le HMS Diana. Lévis est alors obligé de se replier à Montréal. Le 13 juin 1760, le gouverneur Vaudreuil et l'intendant Bigot reçoivent de mauvaises nouvelle de France : le Roi ne paiera les troupes que pour huit mois, et ne remboursera pas les lettres de change (convertissant la monnaie de carte émise en vraie monnaie sonnante et trébuchante), car comme le fera si bien remarquer Murray quelques jours plus tard, il serait inconcevable de croire que le Roi remboursera vraiment une somme d'environ 120 000 000 livres à raison de 6 000 000 livres par année. Par ailleurs, les maigres renforts ont été interceptés par les Anglais. Le pays est abandonné à lui-même. Pendant ce temps, les Anglais décident d'en finir pour de bon. Leur armée remonte le fleuve Saint-Laurent pour réduire Montréal et les villages riverains. Ils passent devant Trois-Rivières sans même s'y arrêter. Le 6 septembre 1760, les Hurons (Wendats) de Wendake présentent leur soumission à Murray. Le même jour, il atteint Lachine. Après un conseil de guerre, Montréal capitule le 8 septembre 1760. La Nouvelle-France est désormais conquise. Il reste plus qu'à attendre que la paix en Europe advienne pour voir si cette conquête sera maintenue. Toutefois, plusieurs nations autochtones alliées de la France seront toujours en guerre contre les Anglais, comme en témoignera la future Rébellion de Pontiac. Commence alors un régime militaire en Nouvelle-France. Murray fait désarmer les villages, sauf les officiers de milice, et le commerce est rétabli, à condition d'obtenir un passeport de la part des gouverneurs anglais. Les habitants sont aussi obligés de prêter serment au roi Georges II de Grande-Bretagne. Ils doivent aussi loger les militaires britanniques. Les troupes françaises sont amenées à retourner en France pour poursuivre la guerre qui fait rage là-bas, hormis 500 soldats qui ont déserté. Le gouverneur et l'intendant s'en vont aussi. |

Le 25 août 1760, une lettre de Bourlamaque à Lévis révèle un incident impliquant un officier de milice de Terrebonne :

« Un officier de milice de Terrebonne se plaignant à moi qu'on avait puni sa compagnie mal à propos, pour avoir été accusé de pillage dans un jardin, s'est avisé de me menacer de déserter avec sa troupe ; je l'ai fait attacher à un piquet, ne le connaissant pas pour officier, faute d'un hausse-col. Pour réparer l'injure faite à son grade, je vais l'interdire de toute fonction, et le tenir simplement arrêté. Je vous supplie de demander sa casse à M. le marquis de Vaudreuil. Il s'appelle Pierre Lapointe, enseigne de la compagnie de Terrebonne. »

— Lettre de François Charles de Bourlamaque à François Gaston de Lévis du 25 août 1760.
Le 13 octobre 1761, une ordonnance du gouverneur Thomas Gage divise le gouvernement de Montréal en 5 districts, et Terrebonne fait alors partie du district de Pointe-aux-Trembles.
| Le 15 octobre 1761, les frères du sieur de La Corne, Louis de La Corne le cadet et Luc de La Corne embarquent sur l'Auguste pour retourner en France. Le 15 novembre 1761, l'Auguste fait naufrage au large de l'île Royale (Île du Cap-Breton), et des 121 passagers, seuls 7 survivent. Louis le cadet meurt, tandis que Luc survit, et il devra marcher de l'Île du Cap-Breton jusqu'à Québec durant 100 jours. Il publiera d'ailleurs un récit de son aventure. On peut lire le Journal du voyage de M. Saint-Luc de La Corne en cliquant ici. Il s'agit d'ailleurs du premier texte original produit par un « Canadien » et qui ait été publié sous forme de livre à Québec. |

### Maladie et mort de Louis de La Corne
Dans une lettre datée du 22 janvier 1762, on apprend que M. de La Corne est malade :

« je suis tres sensible a la maladie de Mr la corne d'autant plus que je contois avoir le plaisir de le voir icy la semaine prochaine. cela luy feroit peut estre du bien nous l'invitons a le faire s'il peut souffrir la voiture cela pouroit contribuer a son retablisement »

— Lettre de Marie-Michèle (Hervieux) de La Corne du Breuil (veuve de François-Josué de La Corne du Breuil) à Élizabeth de Ramezay
Le seigneur de La Corne meurt avant la fin de la guerre, le 2 avril 1762. Le vieux curé et ex-seigneur Louis Lepage de Sainte-Claire est également présent à ses funérailles, lui qui mourra bientôt, la même année.
Sur un billet promissoire de sa veuve, Élizabeth de Ramezay, on peut lire :

« Je reconnais de voix a Mr le curé de terre-bonne la somme de cent soixante quatre livres dix sept sols et six deniers et ce pour les funerailles et l'anniversaire de feu Mr de Lacorne, dont je promets paier la dte somme dans le cours de novembre prochain. a Terre bonne le 11 avril 1763 deramezay lacorne »

L'anniversaire désigne ici une messe d'anniversaire :

« Une année après l'enterrement du défunt, un service anniversaire est célébré à la mémoire du défunt. Durant les années 1930, le service anniversaire est très semblable aux obsèques. Pour cet office religieux, on utilise les décorations usuelles et un cercueil factice (faux cercueil) recouvert d'un drap mortuaire, Lorsque le service est terminé, on porte le deuil encore un certain temps avant de marquer une coupure définitive avec la personne aimée. Généralement, le deuil dure deux ans et la première année est appelée le «grand deuil». »

— Les rites funéraires d'autrefois (Québec 1880-1940), L'encyclopédie sur la mort, Encyclopédie de l'Agora
Sur le dos du billet, on lit :
« Pour les funerailles et l'anniversaire de feu Mr Lacorne seigneur de terre-bonne. »
| pr lenterement et la cire                         | 199 ₶ 10 s |
| etre pr quatre vingt seize livres paiés parmi les | 96 ₶       |
| etre pr les messes basses                         | 60 ₶       |
| etre pr le mosolé cinquante cinq livres           | 55 ₶       |
| etre pr la cire de l'anniversaire                 | 72 ₶       |
| etre pr le blanc de baleine                       | 100 ₶      |
| etre pr l'eglise la...terie [l'argenterie ?]      | 16 ₶ 10 s  |
| TOTAL :                                           | 599 ₶      |

Entre le 25 janvier 1745 et le 5 mars 1762, on aura pu attribuer au sieur de La Corne 34 actes de concessions (dont un échange), dont 14 ayant affecté le village de Terrebonne.

## La question de la monnaie de cartes pour les Terrebonniens
| Un an après, le 10 février 1763, le traité de Paris sera signé. Désormais, le Canada qui a été conquis par les Anglais leur est maintenant cédé par la France, tandis que la Louisiane est cédée au Royaume d'Espagne. Par la suite, il faudra régler le problème de la monnaie de carte. En effet, il y avait une pénurie chronique de monnaie sonnante et trébuchante en Nouvelle-France, si bien qu'il a fallu utiliser systématiquement du crédit, par de la monnaie de carte, des lettres de change et des lettres d'ordonnance. C'est ainsi qu'en 1760, le Roi devait aux Canadiens 7 000 000 de livres pour des lettres de change et 34 000 000 de livres pour des lettres d'ordonnance. Les Anglais ont beau avoir tenté de faire cesser le commerce avec la monnaie de papier, elle circulait tout de même, si bien que les négociants anglais ont fini par en amasser une grande quantité. Le 24 décembre 1762, le duc de Choiseul (premier ministre français) déclare « que lesdits billets et lettres de change seront exactement payés ». Le 12 février 1763, 62 nobles, ecclésiastiques et commerçants signent une pétition au Roi de Grande-Bretagne pour tenter de l'émouvoir, afin que le paiement de ce qui leur est dû aboutisse, d'autant plus que le Roi de France avait suspendu les remboursements en 1760 à cause de l'épuisement de ses finances. Par la suite, on procède à l’inventaire de la monnaie de papier en circulation. |

Le 22 mai 1763, l'inventaire des créanciers du gouvernement de Montréal est fait, et on y trouve 49 personnes de Terrebonne. La France va retarder plusieurs fois les remboursement, puis, en 1771, peu avant la mort de Louis XV, elle refusera de rembourser ses dettes.

## Succession de La Corne
À l'époque de la mort de La Corne, son fils ainé, Louis de La Corne fils, n'était âgé que de 14 ans. Comme il n'avait pas encore 25 ans, il était mineur. C'est donc la veuve, Élisabeth de Ramezay, qui administrera la seigneurie.
À la mort de son époux, la veuve Élizabeth de Ramezay jouissait de la garde-noble de ses enfants et pouvait administrer leurs biens et jouir de leurs revenus tandis qu'elle continuerait de les élever. Le 8 mai 1762, elle fit assembler chez le notaire des membres de la famille et ils élurent Paul-Alexandre d'Ailleboust de Cuisy comme subrogé-tuteur des enfants, et ainsi la veuve devrait le consulter pour la gestion des loyers ou fermages de la seigneurie de Terrebonne, de ses moulins et des dépendances.
Élisabeth de Ramezay meurt le 4 décembre 1780. Par la suite, la seigneurie sera répartie entre les héritiers. Le fils aîné, Louis de La Corne, est mort en 1775. Il reste Louis-Archambault, vicomte de Douglas et Charles-Luc Soltho de Douglas, les fils de Marie-Charlotte, fille aîné de La Corne père. Il reste aussi Marie-Angélique de La Corne et François-Josué de la Corne de Chapt (en), enfants de La Corne.
Selon l'article 16 de la Coutume de Paris, lorsqu'il y a plus de deux enfants qui héritent d'un fief, alors l'aîné prend la moitié et les puînés prennent le reste. Comme Louis, l'aîné des enfants, est mort, les trois autres enfants se répartissent le fief, non pas géographiquement en créant des fiefs autonomes les uns des autres (l'article 51 de la Coutume de Paris dit que le vassal ne peut démembrer son fief au préjudice et sans le consentement de son seigneur), mais plutôt par rapport aux cens et rentes (bien le peut louer et disposer et faire son profit des héritages, rentes ou cens étant du dit fief) :
- Les petits-fils Douglas vont avoir un tiers de la seigneurie par leur mère, Marie-Charlotte de La Corne. Comme Charles-Luc est chanoine en France, il est absent ;
- Marie-Angélique de La Corne obtient un tiers, donc son mari Pierre-Paul Margane de Lavaltrie l'obtient aussi ;
- François-Josué de La Corne (frère des autres enfants) obtient un tiers.

## La Corne dans la littérature
La Corne apparaît dans le roman La très noble demoiselle de Louise Simard, qui porte sur Louise de Ramezay, la sœur de sa femme Élizabeth de Ramezay.

« Imposant dans son justaucorps bleu marine d'où s'échappent un jabot soigneusement empesé et des manchettes de mousse-line, Louis de La Corne l'entraîne à l'écart. [...] Le seigneur de Terrebonne, descendant d'une grande famille, semble ne pas trop souffrir des dépenses faites pour sa toute récente acquisition. Il y a un an à peine, en effet, il se portait acquéreur de la seigneurie de Terrebonne, où le précédent propriétaire, l'abbé Louis Lepage, avait fait ériger à grands frais un village avec église, presbytère, quatre moulins à farine et un moulin à deux scies. Une centaine de censitaires y vivent et y travaillent sur la rive abondamment boisée de la rivière des Mille-îles. »

## Vassaux de La Corne et leurs fiefs

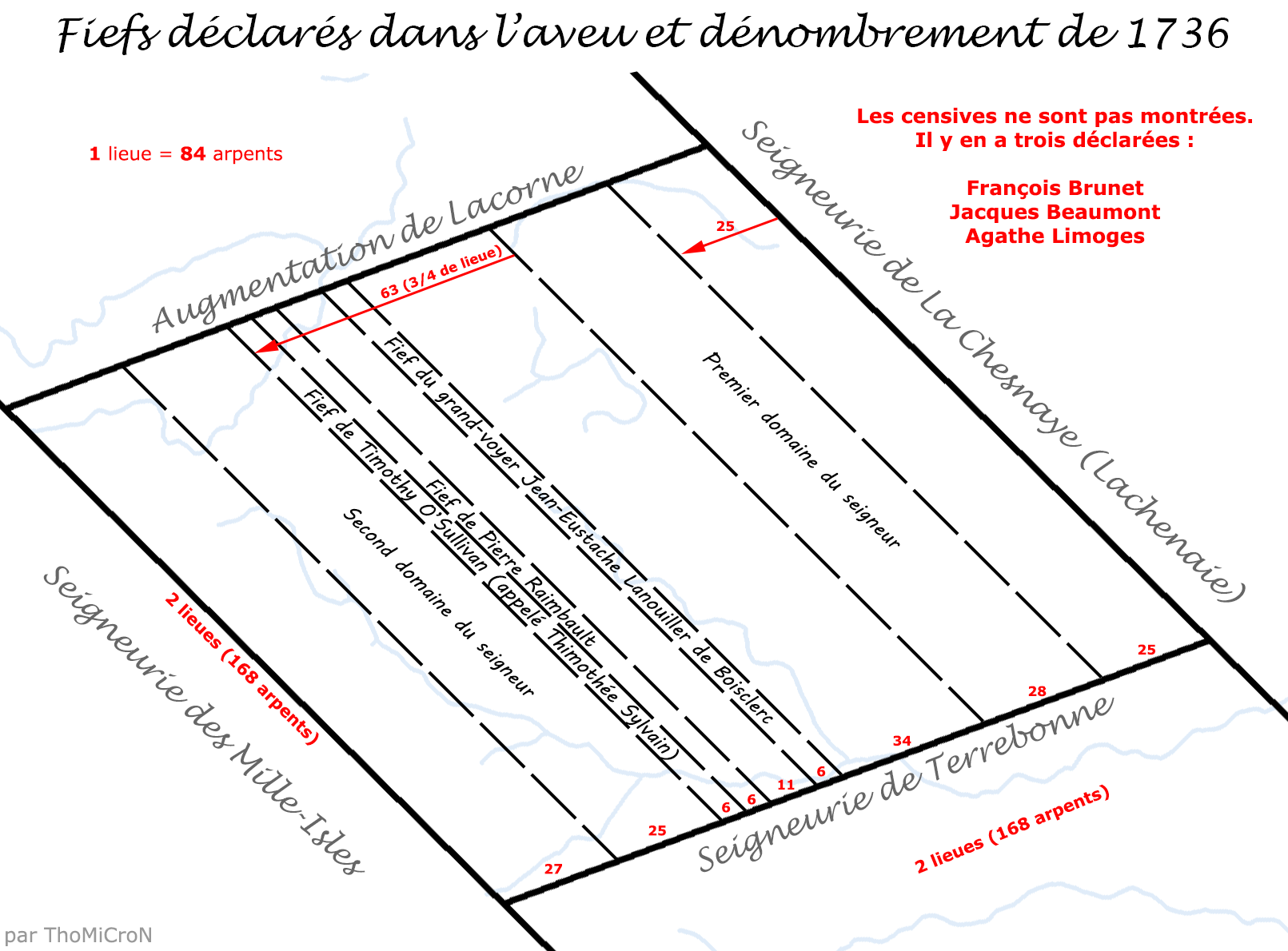
Carte hypothétique des fiefs déclarés dans l'aveu et dénombrement de 1736.

La Corne a eu des vassaux dans l'augmentation des Plaines pendant un bref moment :
- Marie-Catherine Sylvain (O'Sullivan), fille du médecin Thimothée Sylvain (Timothy O'Sullivan), s'est fait concéder un fief en 1732. Elle va mourir, puis son fief sera réuni au domaine du seigneur sur demande de son père, peut-être en 1737.
- Germain Lepage de Saint-François, son petit-frère, qui s'est fait concéder le 22 août 1732 un fief de 8 arpents de front par 2 lieues de profondeur.
- Germain Lepage de Saint-François, son petit-frère, qui s'est fait concéder le fief Sainte-Claire le 10 janvier 1733 (18 arpents de front par 2 lieues de profondeur). Il touchait au nord-est à la seigneurie de Lachenaie. Ses descendants deviendront à leur tour les vassaux du seigneur de Terrebonne.
- Les enfants mineurs de Lepage, qui se sont fait concéder le 12 janvier 1734 un fief de 34 arpents de front par 2 lieues de profondeur. Leur fief sera réuni au domaine du seigneur le 20 mars 1749. Il était en quatre parties :
  - Louis Lepage de Saint-François avait 10 arpents de front ;
  - Louise Lepage de Saint-François avait 8 arpents de front ;
  - Marguerite Lepage de Saint-François avait 8 arpents de front ;
  - Catherine Lepage de Saint-François avait 8 arpents de front.
- Pierre Raimbault, qui s'est fait concéder un fief de 6 arpents de front par 2 lieues de profondeur. Mort en 1740, son fief sera réuni au domaine du seigneur.
- Jean-Eustache Lanouiller de Boisclerc, le grand-voyer, qui s'est fait concéder le 18 septembre 1733 un fief de 6 arpents de front par 2 lieues de profondeur. Son fief sera réuni au domaine du seigneur le 20 mars 1749.
- Jacques de Lafontaine, qui s'est fait concéder un fief de 6 arpents de front par 2 lieues de profondeur à côté de celui de Lanouiller de Boisclerc. Son fief sera réuni au domaine du seigneur le 20 mars 1749.
- Thimothée Sylvain (en fait, Timothy O'Sullivan ; c'est un Irlandais naturalisé), médecin, qui s'est fait concéder un fief de 6 arpents de front par 2 lieues de profondeur. Son fief sera réuni au domaine du seigneur le 22 janvier 1750.

## Hommages
- La Compagnie de Lacorne est un regroupement d'amateurs d'histoire qui cherchent à reconstituer une compagnie franche de la marine de la Nouvelle-France, plus particulièrement, celle menée par le petit frère du seigneur de Terrebonne, Luc de La Corne. Il y a eu plusieurs compagnies franches de la marine au nom des La Corne, dont Jean-Louis (le père) et Louis l'aîné[23].